# 金原亭馬久
金原亭 馬久（きんげんてい ばきゅう、1985年1月18日 - ）は、落語協会に所属する落語家。十一代目金原亭馬生門下の二ツ目。妻は同じく落語家の春風亭一花。

## 経歴
練馬区育ち。東京都立西高等学校 卒業。その後、一度は琉球大学へ進学するも浪人を経て立教大学に入学。同大学現代心理学部映像身体学科卒業。卒業論文のタイトルは「落語から覗く遊郭の世界」。
職業としての落語家を意識したのは、大学四年のとき。「就活サイトに登録した後にふと池袋演芸場に立ち寄ったときに、落語家になろうって」と語っている。ジャズベーシストだった父の知人のピアニストを介して2010年11月、十一代目金原亭馬生に入門。翌年5月に前座となる。前座名は「駒松」。
2015年11月1日に林家つる子、入船亭遊京、林家扇兵衛と共に二ツ目に昇進。「馬久」と改名。
2025年9月21日より、柳家やなぎ、林家なな子、吉原馬雀、入船亭遊京と共に真打に昇進し、六代目金原亭馬好を襲名予定。

## 芸歴
- 2010年11月 - 十一代目金原亭馬生に入門[1]。
- 2011年5月 - 前座となる、前座名は「駒松」[1]。
- 2015年11月 - 二ツ目に昇進、「馬久」と改名[1]。

## 人物
2019年8月に噺家の仲間の柳家かゑる、柳家花飛、三遊亭ふう丈、入舟辰乃助と富士登山に挑戦した。
妻は同じく噺家の春風亭一花。二人で堀切菖蒲園へデートで行った帰りに「俺の隣で咲き誇ってくれ」とプロポーズした。ただし、これは実際に言ったことではなく、本人は付き合った当初に言った「結婚を前提として付き合ってください」がプロポーズのつもりだったと明かしている。
2019年11月23日に入籍。2020年5月24日に神田明神で挙式予定だったがコロナ禍で延期、2021年3月28日挙式。

## 出演
- 二つ目物語（2022年、林家しん平監督）- 男性客 役